# Мотузка для білизни

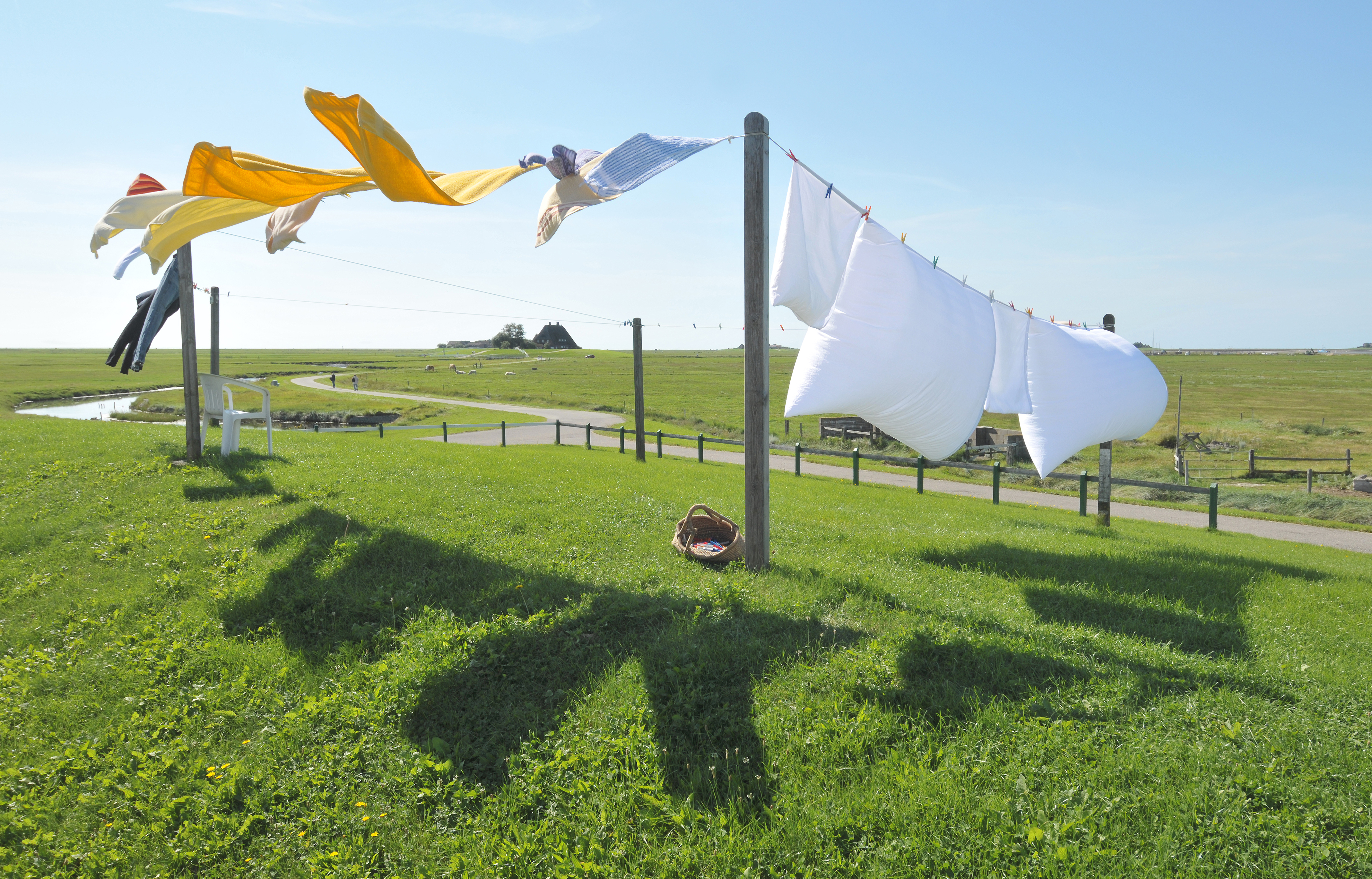
Мотузки для білизни на острові Хуге на півночі Німеччини.

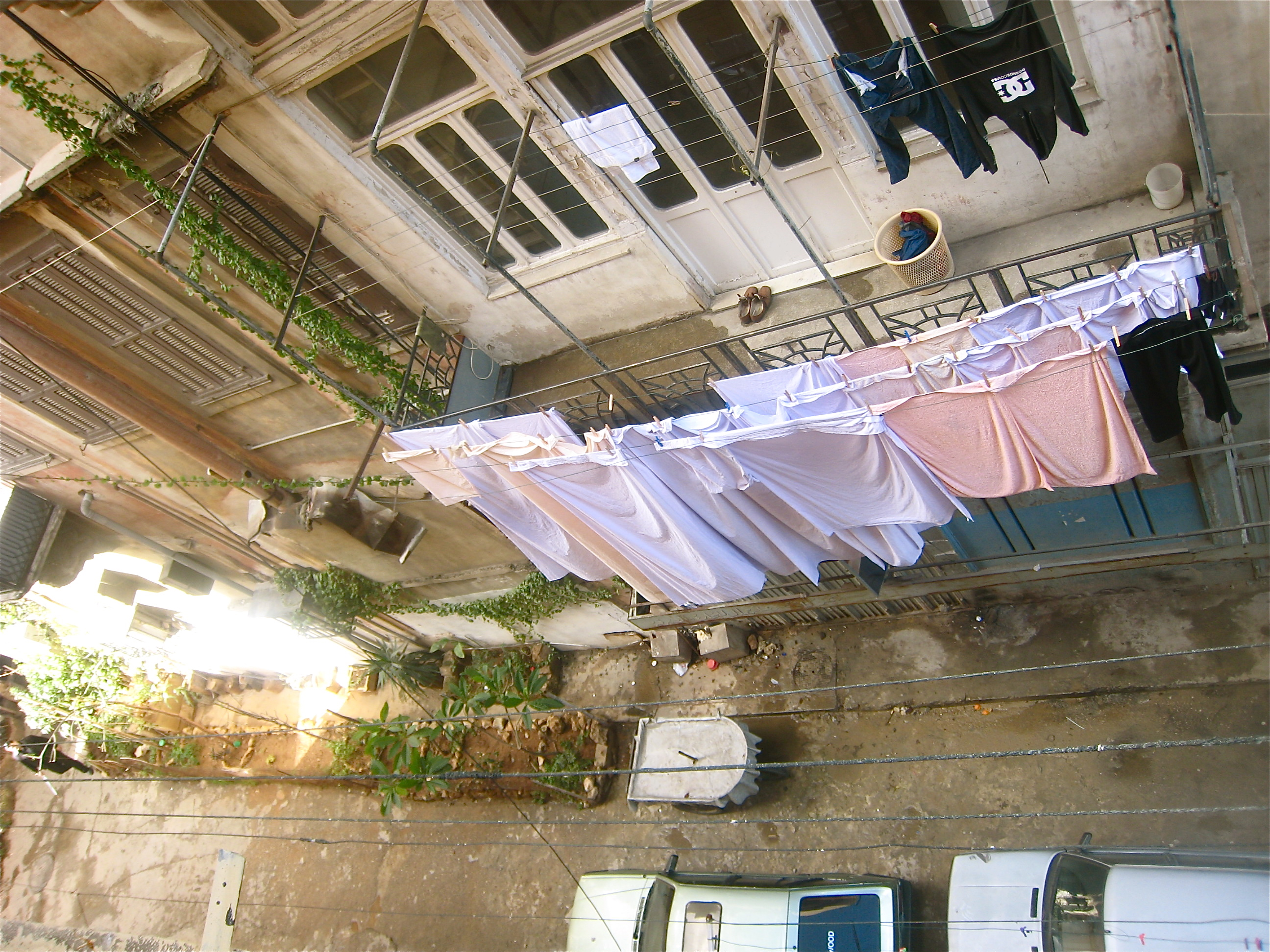
Мотузки для білизни в Триполі на півночі Лівану.

Мотузка для білизни, білизняна мотузка — мотузка, шнур або шпагат, натягнутий між двома точками (наприклад, двома палицями), зовні або в приміщенні, вище рівня землі. Випраний одяг вішають уздовж мотузки для висушування, використовуючи прищіпки. Також мотузки для білизни часто розміщуються в дворах або на балконах. Довгі білизняні часто мають підпірки або інші тримачі, які підтримують мотузку з важким мокрим одягом.
Більш досконалі пристрої для розвішування економлять простір, і вони, як правило, розкладані, квадратної або трикутної форми, на них використовуються декілька мотузок (наприклад, Hills Hoist). Деякі можна скласти, коли вони не використовуються (хоча існує дуже незначна небезпека попадання пальців, тому зазвичай є кнопка безпеки).
У Шотландії багато житлових будинків мають «зелену зону для сушки», яка є комунальною територією, що переважно використовується для сушіння білизни.

## Порівняння із сушаркою для одягу

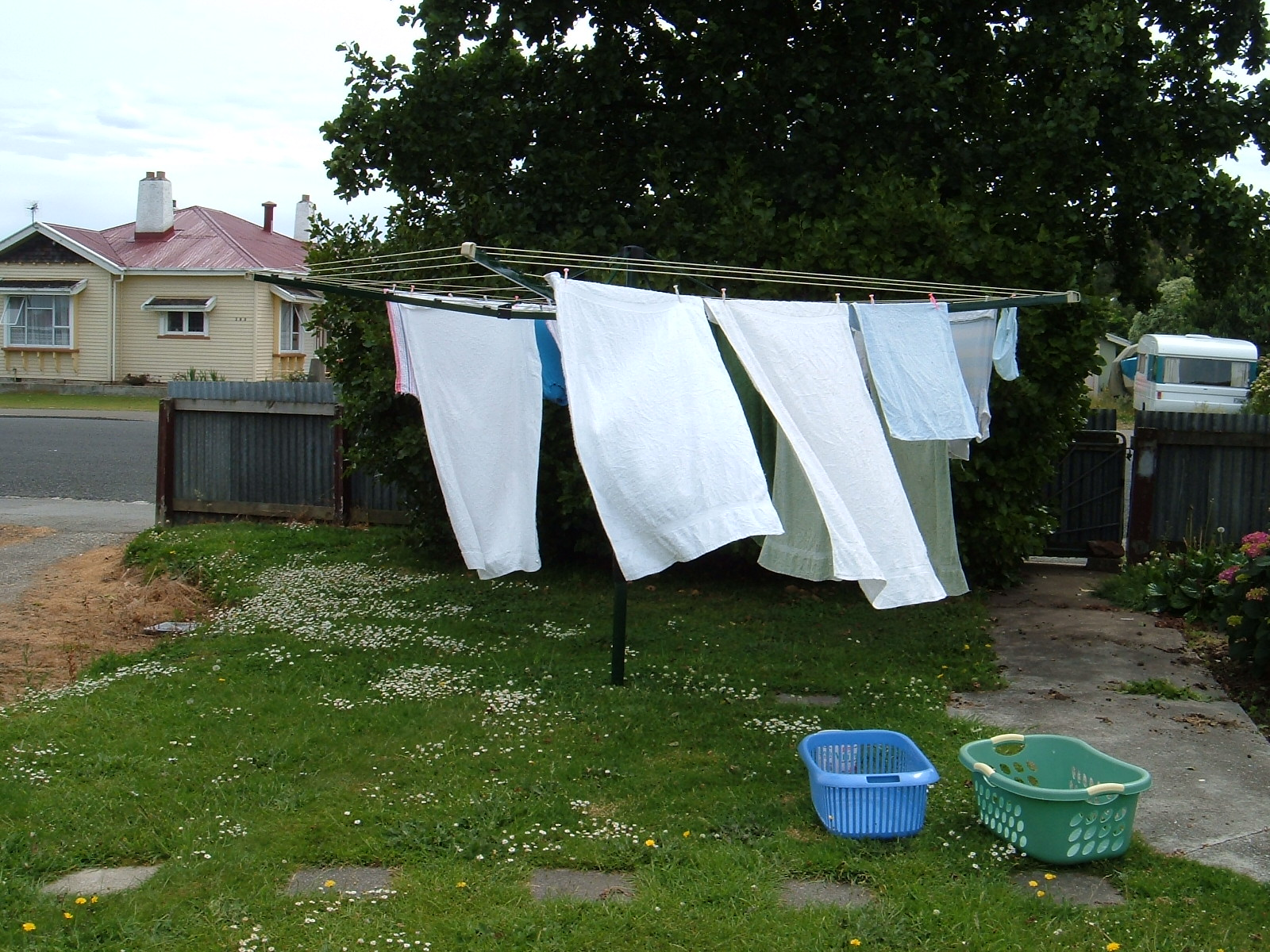
Поворотна сушарка

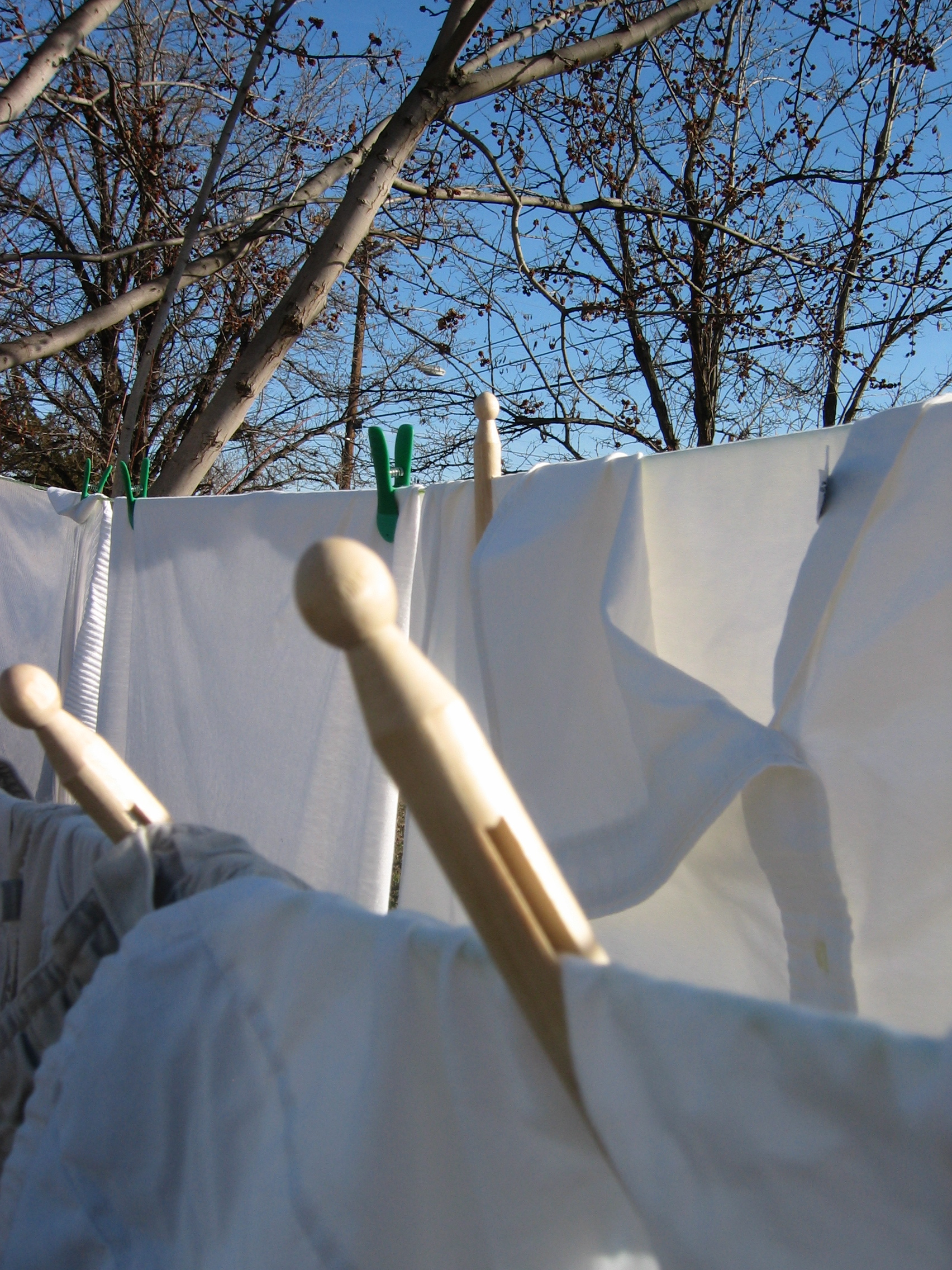
Білизна сушиться на сонці в Гермістоні, Орегон.

Мотузки для білизни, і сушарки служать одній і тій самій цілі: сушіння одягу, щойно випраного, або просто мокрого. Ось деякі переваги та недоліки використання цих конструкцій замість сушильної машини:

### Переваги
- Економить гроші.[1]
- Нульові викиди парникових газів (сушильна машина викидає 2 кг CO 2 екв. парникових газів за одну процедуру).[2]
- Менше механічне зношування тканин.[3]
- Випрані речі не зщулюються (гаряче повітря сушильної машини може усаджувати одяг) [джерело?].
- Не утворює статичного заряду на одязі
- Не роздмухує парфуми з одягу.
- Одяг залишається більш м'яким на дотик і менше зморщується.
- Одяг часто не потребує прасування, якщо сушився на вітрі.
- Запобігає викиду у повітря ворсинок та засміченню повітря.
- Не видає шуму, як сушильна машина.

### Недоліки
- Розвішування одягу зазвичай потребує більше часу, ніж поміщення у сушильну машину (тому що одяг потрібно вішати і фіксувати по черзі).
- Випрані речі потрібно сушити в приміщенні під час дощової погоди, або вони можуть промокнути, якщо піде дощ.
- Сусіди можуть вважати це естетично неприємним.[1]
- Розвішування брудної білизни може погіршити конфіденційність, показуючи інформацію про життєві звички мешканців.
- Може бути ризик крадіжки або навмисного псування одягу залежно від того, де одяг висить.
- Навколишній бруд, такий як ґрунт, пил, дим, автомобільні вихлопи або промислові забруднювачі, пилок та посліди птахів та тварин можуть контактувати з одягом.
- Прищіпки можуть залишати на одязі сліди.

## Сушіння білизни в приміщенні

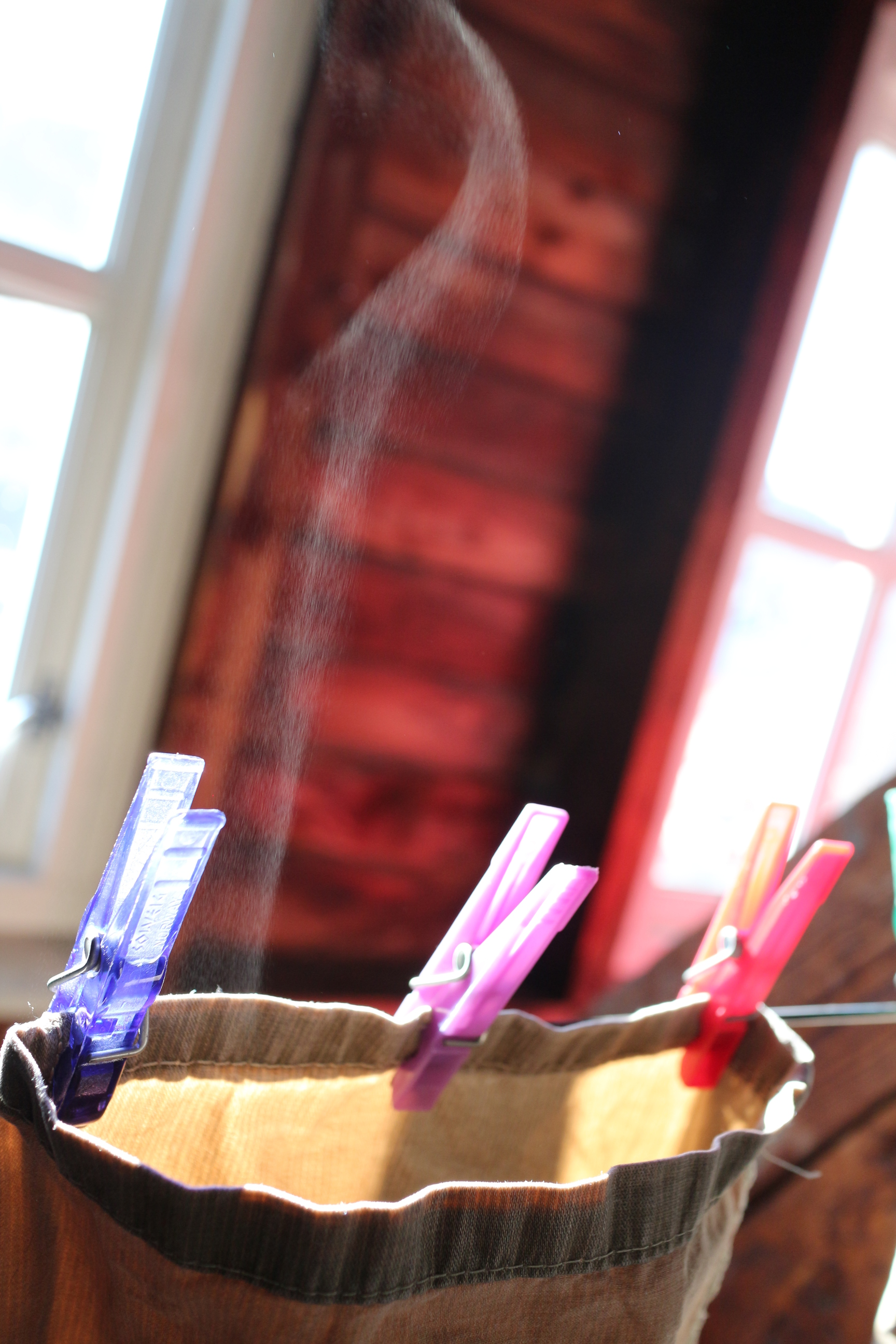
Сушка одягу в приміщенні

Білизну часом сушать в приміщенні, а не на вулиці з різних причин, включаючи:
- негода
- фізична втрата працездатності
- брак іншого місця
- зменшення пошкодження тканин від сонячних променів
- правові обмеження[4]
- щоб підвищити вологість в приміщенні та знизити температуру повітря в ньому
- зручність
- для збереження конфіденційності

Для сушіння в приміщенні доступні кілька типів пристроїв. Сушарка для одягу може допомогти заощадити місце в квартирі, а мотузку для білизни можна повісити в підвалі. Час сушіння в приміщенні, як правило, буде довшим, ніж зовнішнє висушування через відсутність прямого сонячного випромінювання та конвективної допомоги вітру.
Випаровування вологи з одягу охолоджує повітря в приміщенні та підвищує рівень вологості, що може бути, а може і не бути бажаним. У холодну суху погоду, помірне підвищення вологості поліпшує мікроклімат. У теплу погоду підвищена вологість змушує більшість людей почуватися ще спекотніше. Підвищена вологість може також збільшити ріст грибків, що може спричинити проблеми зі здоров'ям.

## Фактори, що визначають тривалість сушіння
Різні фактори визначають тривалість сушіння і можуть допомогти вирішити, використовувати сушильну машину чи мотузку для білизни.
- Температура середовища — підвищення температури зменшує тривалість сушіння
- Вологість середовища — зниження вологості зменшить тривалість сушіння
- Швидкість вітру — Іноді люди ставлять вентилятор біля одягу, коли сушать його у приміщенні
- Пряме сонце — зазвичай тільки зовнішня сторона буде піддаватися впливу прямого сонця, тому зазвичай люди вішаються найтовстіший одяг на зовнішню сторону.
- Товщина тканини

## Галерея

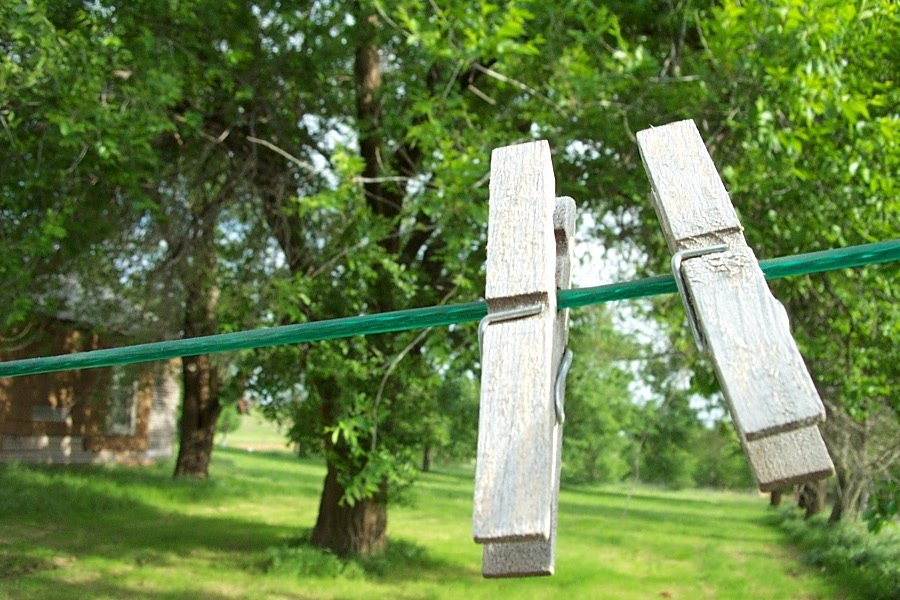
Прищіпки для одягу на мотузці для білизни
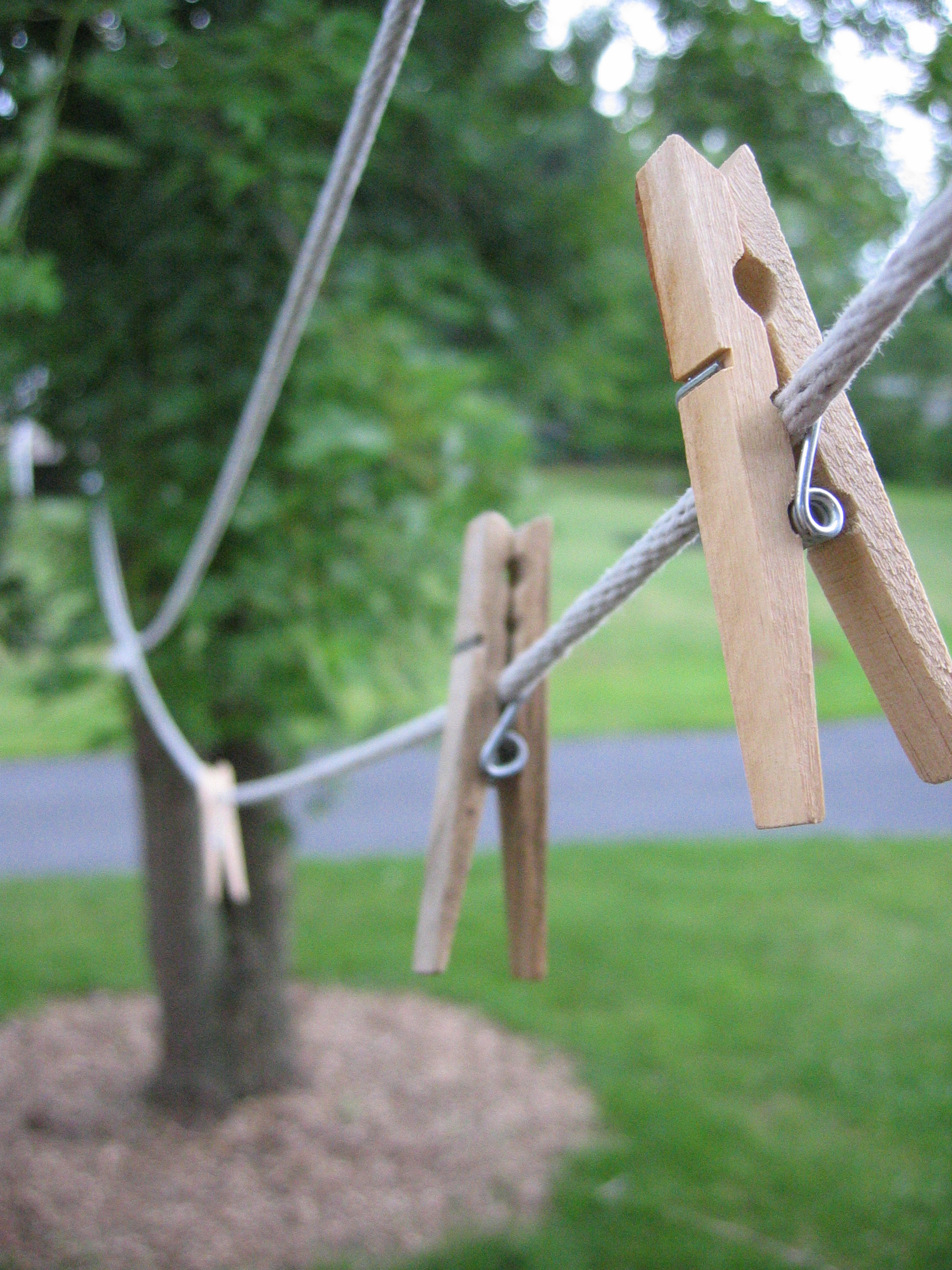
Прищіпки
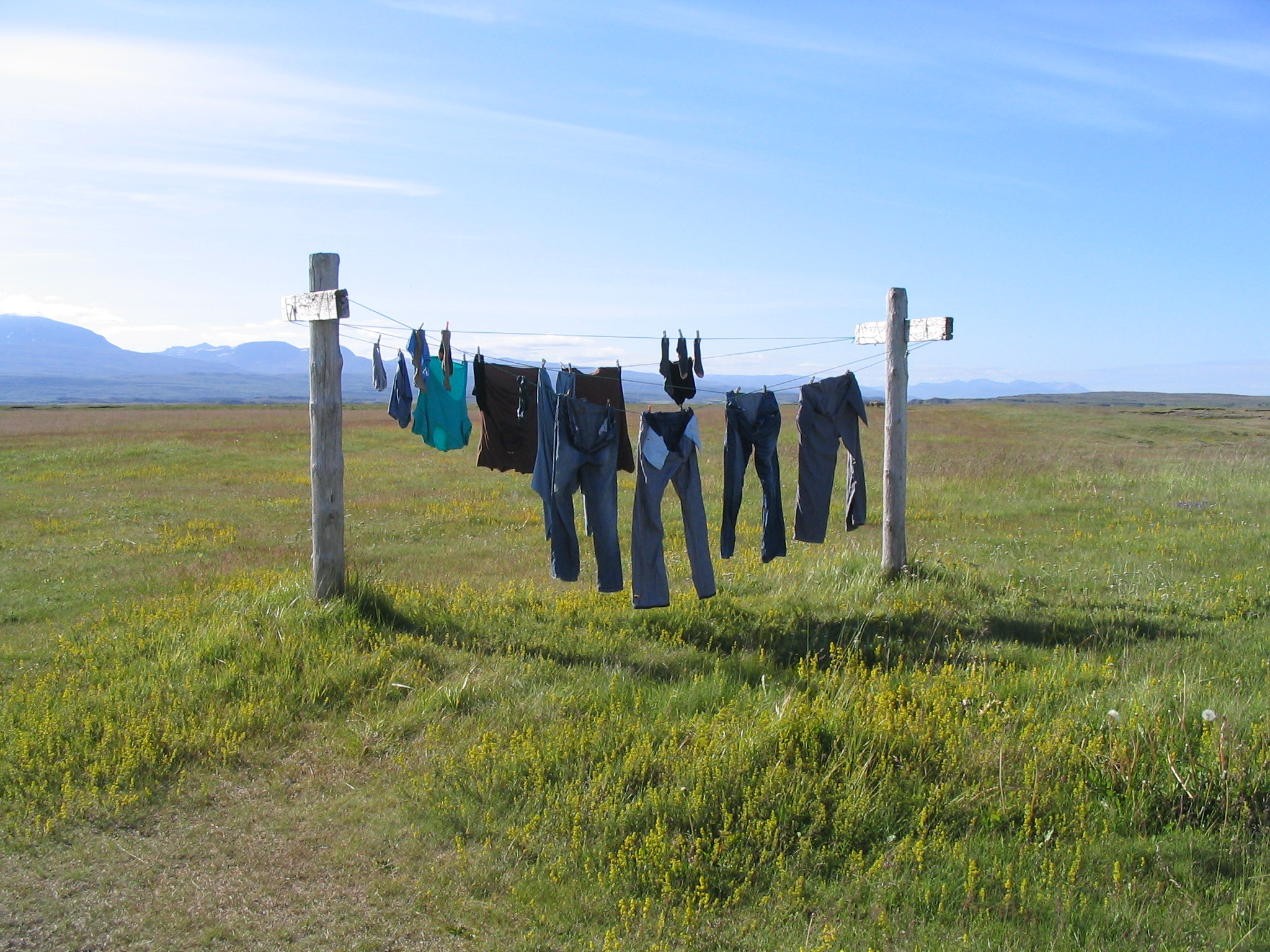
Мотузка для білизни в Ісландії
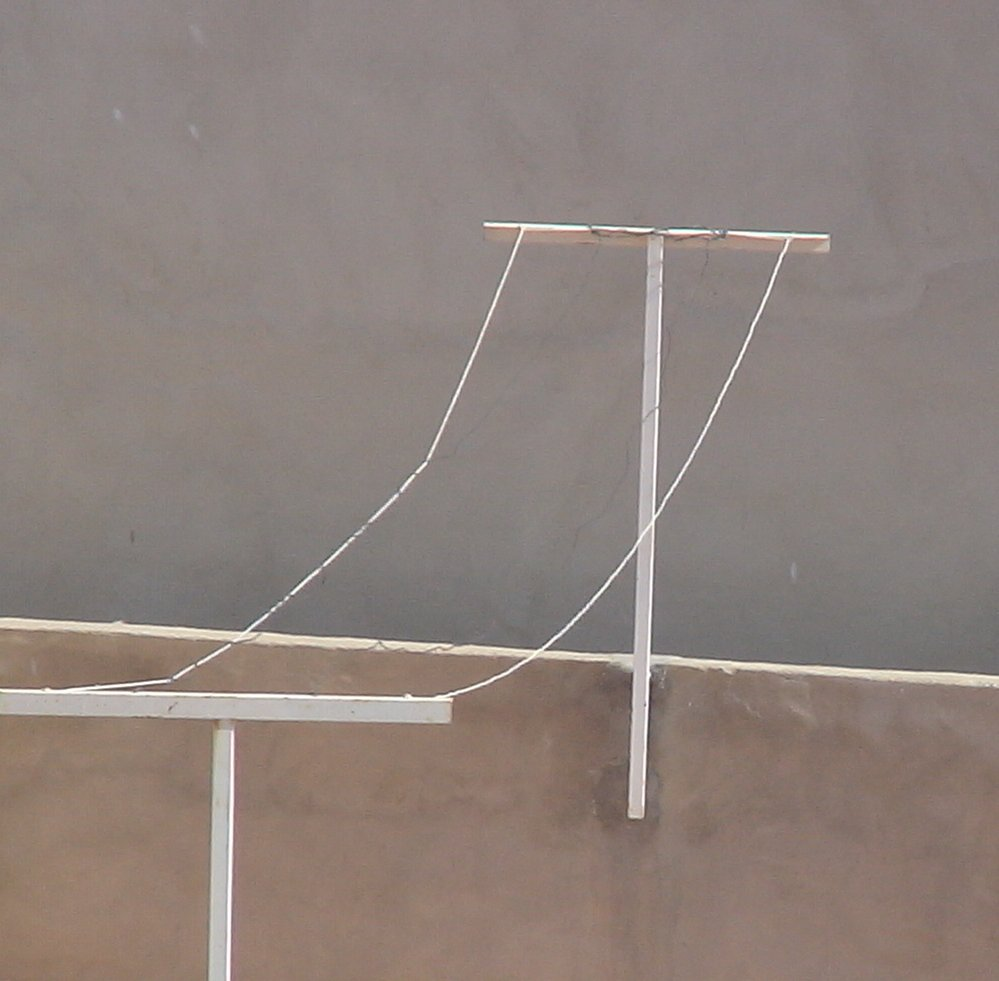
Мотузка для білизни
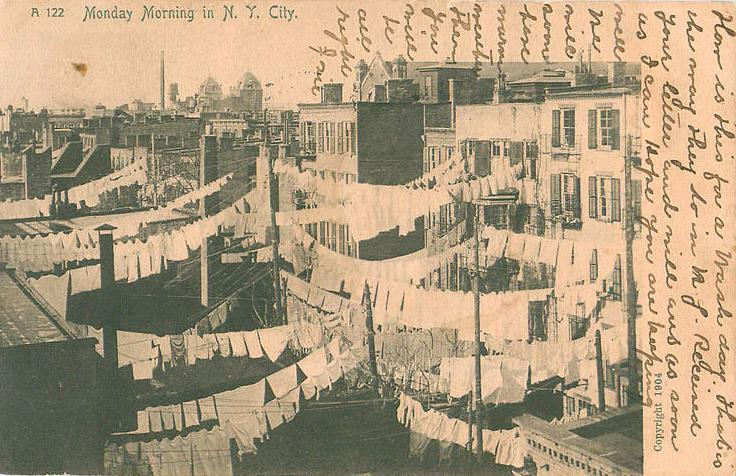
Мотузки для білизни в Нью-Йорку, з листівки 1904 року
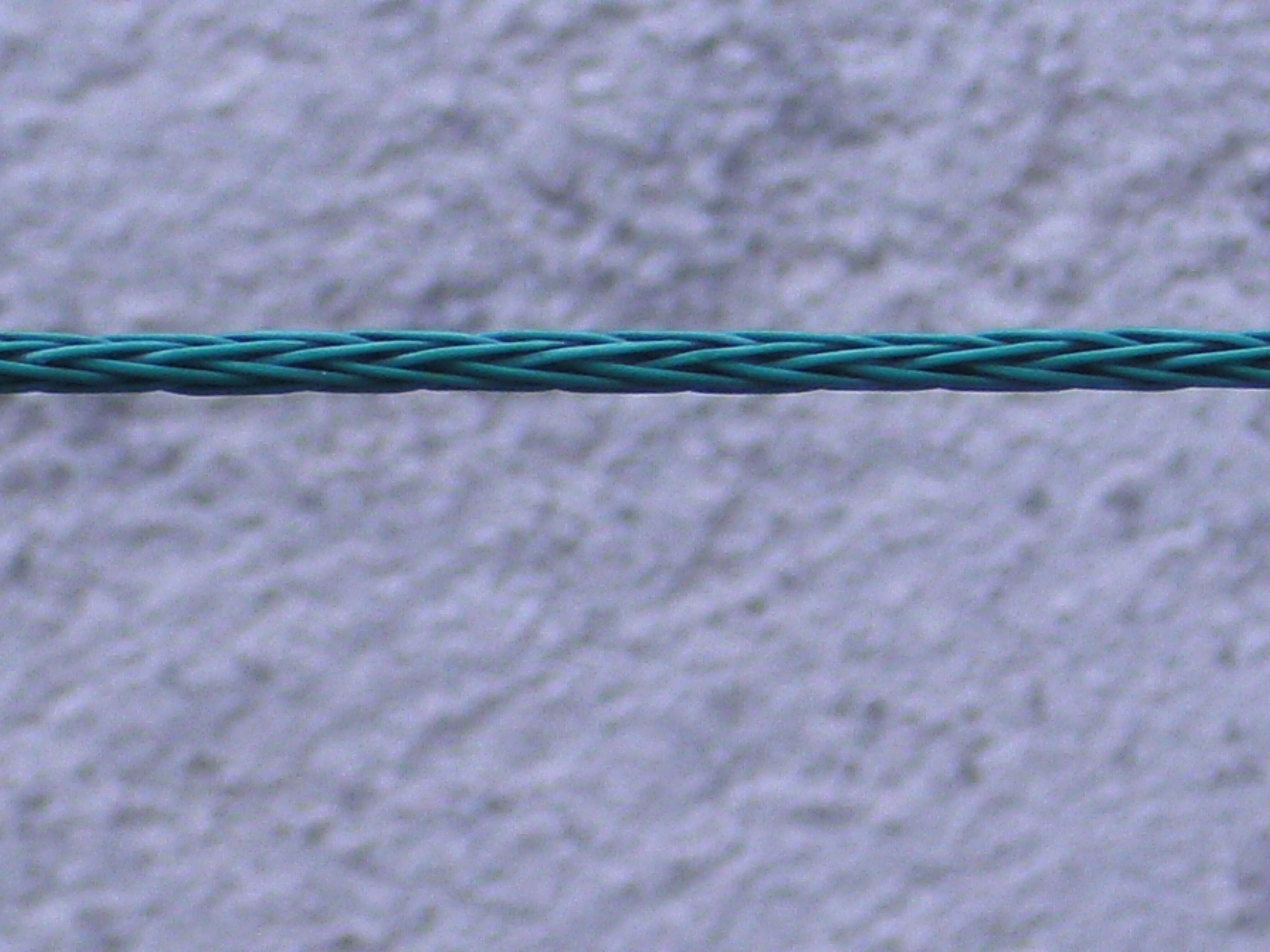
Волокна мотузки, виготовлені з поліуретану
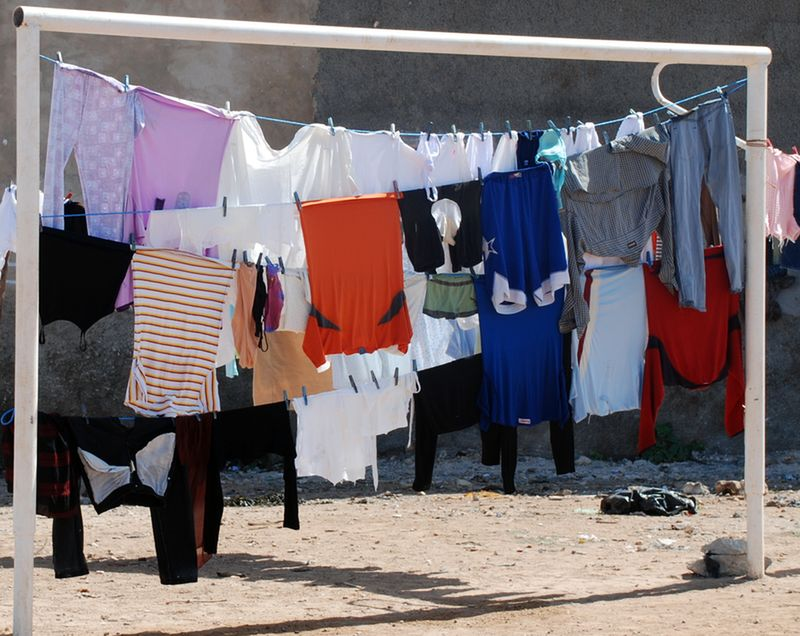
Мотузки для білизни в Ель-Джадіді
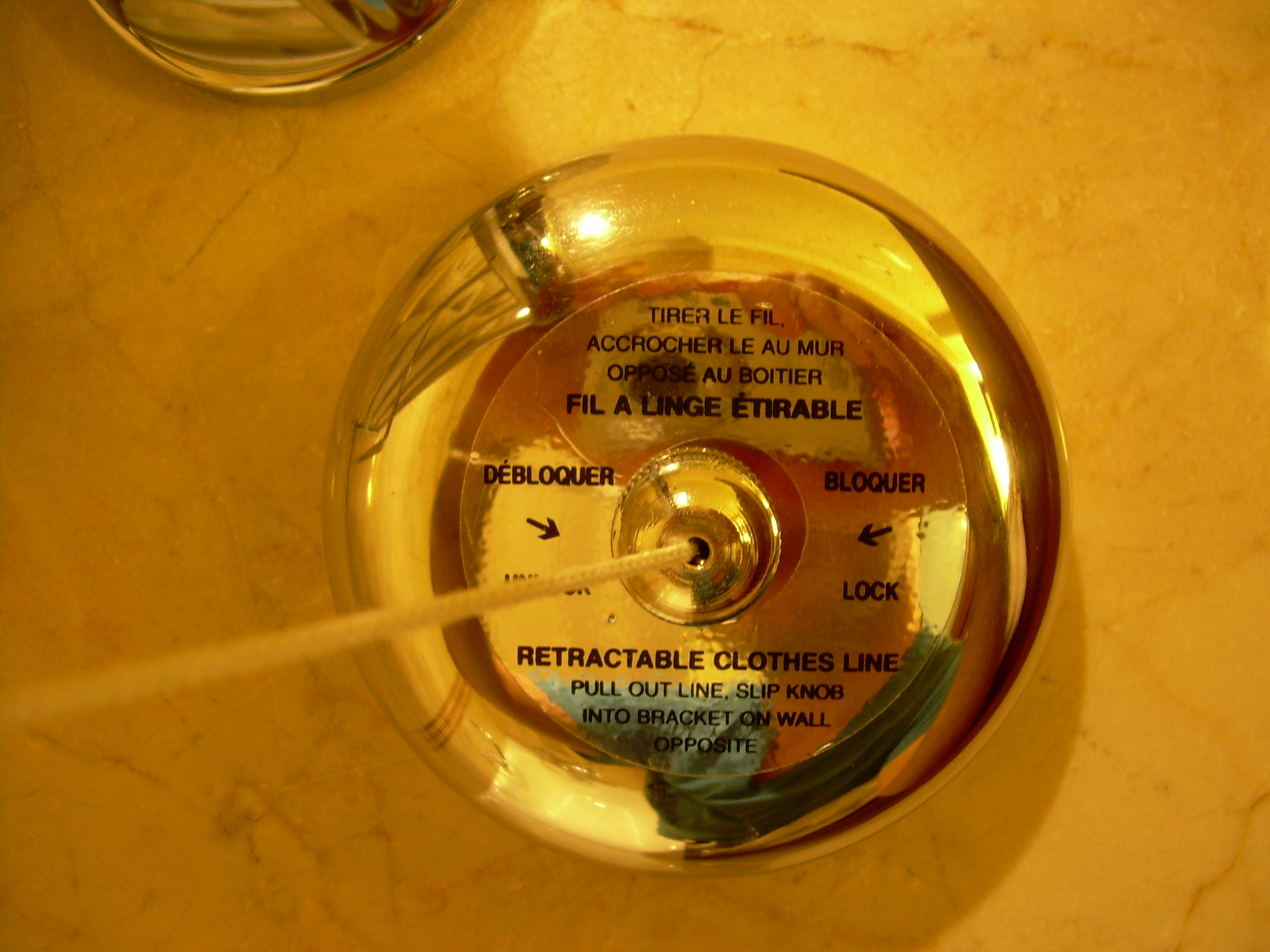
Висувна мотузка для білизни
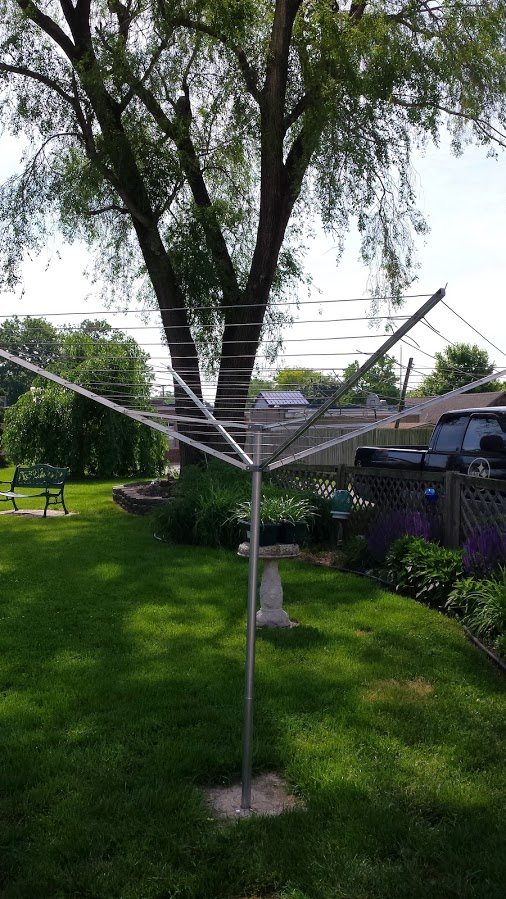
Складана конструкція для сушки одягу у вигляді парасолі
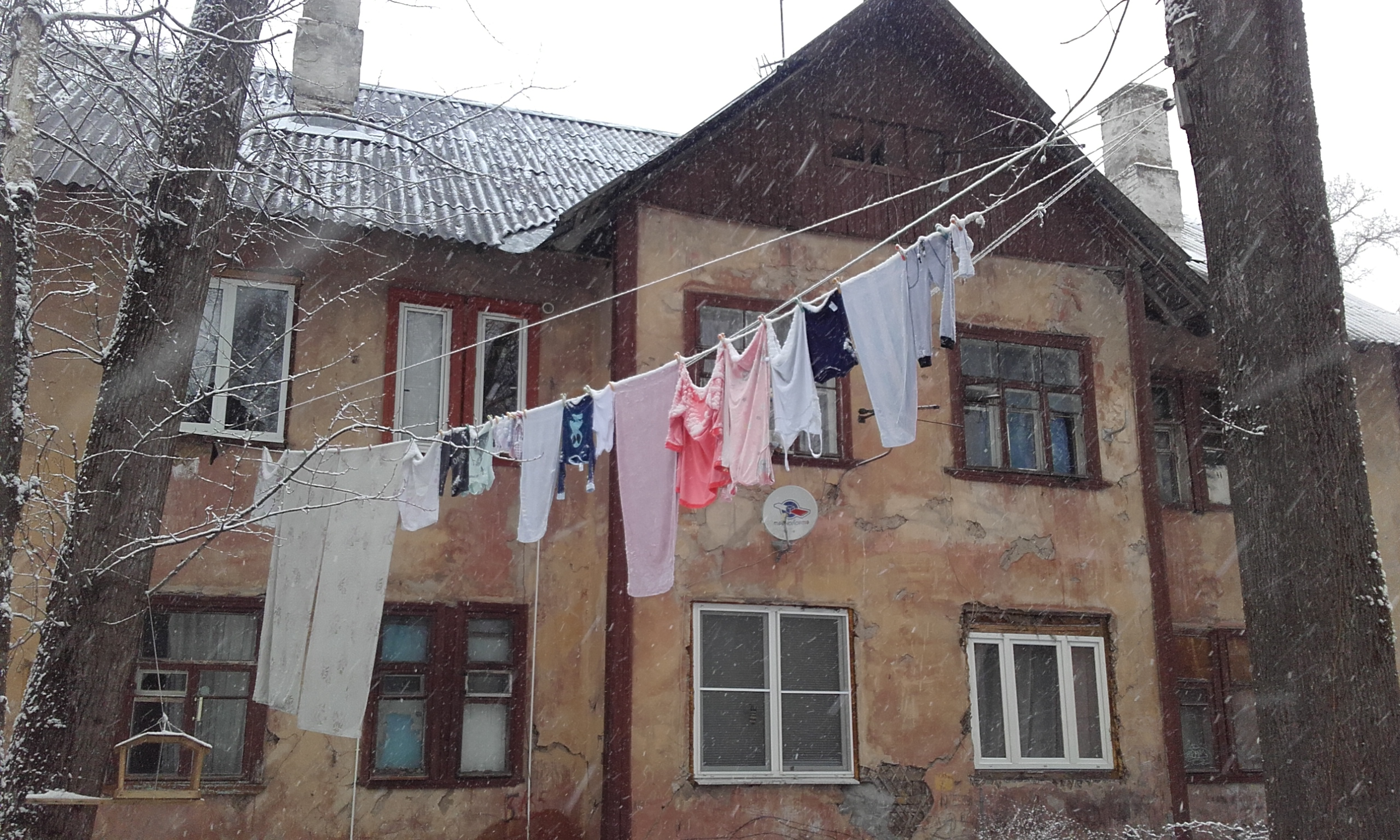
Мотузка з блочком для підтягання білизни від вікна і назад